# یوهان نیسکنس
یوهان نیسکنس (هلندی: Johan Neeskens؛ زادهٔ ۱۵ سپتامبر ۱۹۵۱ – درگذشتهٔ ۶ اکتبر ۲۰۲۴) یک بازیکن فوتبال اهل هلند بود.

## تیم ملی
وی هچنین در تیم ملی فوتبال هلند بازی کرده‌است. 